# Bob (surnom et prénom)
Pour les articles homonymes, voir Bob.
Bob est un surnom et un prénom masculin.

## Étymologie
Bob est un surnom hypocoristique de langue anglaise des prénoms Robert ou Robin, commun dans plusieurs pays. Il est devenu un prénom à part entière.

## Personnalités portant ce prénom
- Pour l'ensemble des articles sur les personnes portant ce prénom, consulter :
  - la liste des articles dont le titre commence par ce prénom
  - les listes produites par Wikidata : Liste des personnes de prénom « Bob » — même liste en incluant les éventuels prénoms composés qui contiennent « Bob ».